# Eruguera ventre-rogenca
L'eruguera ventre-rogenca (Lalage aurea) és una espècie d'ocell de la família dels campefàgids (Campephagidae). Habita boscos, clars i matolls de les illes de Morotai, Ternate, Halmahera, Bacan i Obi, a les Moluques septentrionals.